# 尾関雄哉
尾関 雄哉（おぜき ゆうや、8月19日 - ）は、信越放送 (SBC) のアナウンサー。
長野県飯田市出身。横浜国立大学卒業。

## 担当番組

### テレビ番組
- SBCニュースワイド[1]
- SBCスペシャル[3]
- ずくだせテレビ[3]

### ラジオ番組
- アナらんど - 毎月第4週出演[1]
- SPORTS ON THE RADIO[4]
- 坂ちゃんのずくだせえぶりでい（2020年11月23日[5]・2022年11月16日[6]）